# کتابفروشی اسکار وایلد
کتابفروشی اسکار وایلد توسط کریگ رودول در ۲۴ نوامبر ۱۹۶۷ به عنوان کتابفروشی یادبود اسکار وایلد تأسیس شد. این کتاب فروشی ابتدا در خیابان ۲۹۱ مرسر واقع شده بود، اما در سال ۱۹۷۳ به گوشه ای از خیابان کریستوفر و خیابان گی در محله گرینیچ در شهر نیویورک نقل مکان کرد.
این کتابفروشی به دلیل رکود بزرگ مالی و چالش‌های کتابفروشی‌های آنلاین در تاریخ ۲۹ مارس ۲۰۰۹ تعطیل شد.

## تاریخچه
رودول به عنوان عضو و نایب رئیس انجمن ماتاچین تلاش کرد تا با افتتاح یک کتاب فروشی، با توجه به جامعه در حال رشد همجنسگرایان، ماتاچین را در معرض دید همجنس گرایان و کل جامعه قرار دهد.
من سعی می‌کردم جامعه (ماتاچین) را به جای نشستن در دفتر کار به مردم نشان دهم. حتی به ویترین چندین مغازه نگاه کردیم. من می‌خواستم انجمن یک کتابفروشی، مرکز خدمات مشاوره ای، ستاد جمع‌آوری سرمایه و دفتر ایجاد کند. مهمترین چیز این بود که به خیابان بیرون برویم.

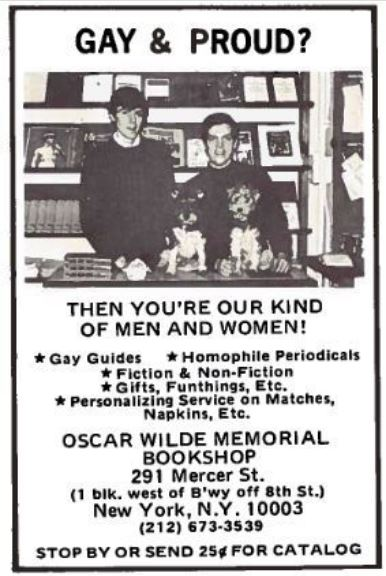
آگهی کتاب فروشی که در مجله کوئینز کوارترلی در سال ۱۹۶۸ منتشر شد. در تصویر فرد سرژانت و کریگ رودول حضور دارند.

رودول خود را یک کتابفروش نمی‌دانست بلکه شخصی می‌دانست که از سن ۱۳ سالگی به تغییر دیدگاه جهان نسبت به همجنسگرایان کمک کرده و سعی کرده از خود شخصیت خوبی به عنوان نماینده همجنسگرایان نشان دهد. با وجود انتخاب‌های محدود در هنگام تأسیس کتابفروشی، رودول از فروش مجله‌های پورنوگرافی خودداری کرد و در عوض از نویسندگان ادبی گی و لزبین استقبال کرد. رودول در مورد نحوه انتخاب نام مغازه گفت:
من اسمی می‌خواستم که به مردم بگوید مغازه در چه زمینه ای است؛ بنابراین من سعی کردم به برجسته‌ترین شخصی که می‌توانم از نام او استفاده کنم که توسط اکثر مردم به راحتی قابل شناسایی به عنوان یک همجنسگرا است فکر کنم، کسی که به نوعی یک نماد است؛ و اسکار وایلد در آن زمان بارزترین بود، بنابراین من آن را کتابفروشی یادبود اسکار وایلد نامیدم.
در مارس ۱۹۶۸، رودول شروع به انتشار یک خبرنامه ماهانه از کتابفروشی کرد، که آن را هیمنال نامید.
جلسات اولیه سازماندهی اولین رژه دگرباشان جنسی در شهر نیویورک در سال ۱۹۷۰ در این کتابفروشی برگزار شد.
رودول، کتابفروشی را در مارس ۱۹۹۳ به بیل اوفن باکر، سه ماه قبل از مرگ رودول در اثر سرطان معده، فروخت. در ژوئن ۱۹۹۶ اوفن باکر فروشگاه را به لری لینگل فروخت. در ژانویه ۲۰۰۳ لینگل اعلام کرد که کتابفروشی به دلیل مشکلات مالی بسته می‌شود. دیکن ماکوببین، مالک کتابفروشی‌های لامبادا رایزینگ، کتابفروشی را خریداری کرد تا از بسته شدن یک کتابفروشی با اهمیت تاریخی جلوگیری کند. در سال ۲۰۰۶، این کتابفروشی توسط مدیر قدیمی کیم برینستر خریداری شد.
به گفته برینستر، این کتابفروشی در ۲۹ مارس ۲۰۰۹ به دلیل کاهش دو رقمی فروش ناشی از بحران اقتصادی در میان رقابت شدید با فروشندگان آنلاین کتاب، بسته شد.بسته شدن این کتاب فروشی بخشی از بسته شدن کتابفروشی‌های تجارت خشت و ملات ال‌جی‌بی‌تی در اوایل قرن بیست و یکم بود، دو کتاب فروشی دیگر در لس آنجلس و سان فرانسیسکو نیز بسته شدند.

## تأثیر علم مسیحی
رودول به عنوان عضوی از کلیسای علوم مسیحی پرورش یافت. ریشه‌های اعتقاد رودول به «آزادی همجنسگرایان» از قرائت روزانه وی از ادبیات علوم مسیحی ناشی می‌شد که «بر عزت همه چیز بشر و اهمیت درست کردن امور با اعتقاد به آنها تأکید می‌کرد.»
رودول با استفاده از مثال علوم مسیحی در ارتباط با جامعه و تأکید بر در دسترس بودن ادبیاتی که حاوی تصاویر مثبتی از همجنسگرایان باشد، پس از یک مطالعه، کتابفروشی یادبود اسکار وایلد را تأسیس کرد.

## کتابشناسی - فهرست کتب
- Downs, Jim, Stand By Me: The Forgotten History of Gay Liberation (مقدماتی، ۲۰۱۶)
- دوبرمن، مارتین، استون وال (نیویورک: داتن، ۱۹۹۳)شابک ‎۰-۴۵۲-۲۷۲۰۶-۸
- ماروتا، توبی، سیاست همجنسگرایی (بوستون: هوتون میفلین، ۱۹۸۱)شابک ‎۰-۳۹۵-۳۱۳۳۸-۴
- Sargeant, Fred (2009) Anger Management , New York Times Op-Ed، ۲۵ ژوئن ۲۰۰۹ بازیابی شده در ۳ ژانویه ۲۰۱۱